# Laura Ramos
Pour les articles homonymes, voir Laura, Ramos et Hernández.
Laura Ramos Hernández, née le 30 juin 1978 à La Havane, est une actrice cubaine.

## Biographie
Laura Ramos est diplômée en Arts scéniques de l'École nationale des Arts de La Havane. Elle connaît une consécration internationale[Selon qui ?] pour son rôle de Gladys dans le série télévisée espagnole Entrevias.

## Filmographie
- 1996 : Sabor latino : l'universitaire
- 1999 : Cuarteto de La Habana : Diana
- 1999 : Las profecías de Amanda
- 1999 : Operación Fangio : Pilar
- 2000 : Goodbye from the Heart : Caty
- 2001 : I Love You Baby : Kati
- 2002 : Paraíso (série télévisée) : Mila (3 épisodes)
- 2003 : Viva Sapato! : Dolores
- 2003 : So Far Away : Magda
- 2005 : El comisario (série télévisée)
- 2006 : Mein kleiner Käfig (court métrage)
- 2007 : Tiempo final (série télévisée) : Paula
- 2009 : Las trampas del amor (série télévisée) : Ágata Crespi (3 épisodes)
- 2010 : Chamaco : Silvia Depás
- 2010 : El cayo de la muerte : Laura
- 2011 : Bandolera: Martina Castro (31 épisodes)
- 2011 : Tita Cervera. La baronesa (série télévisée) : Denise (2 épisodes)
- 2012 : El Capo (série télévisée) : Periodista Dávalos (2 épisodes)
- 2013 : Mentiras Perfectas (série télévisée) : Johana Cruz
- 2014 : Sangue Azul (Blue Blood) : Teorema
- 2014 : El Chivo (série télévisée) : Rosita
- 2014 : The Ignorance of Blood : Marisa
- 2015 : Siempreviva (es) : Victoria
- 2015 : Olmos y Robles (série télévisée) : Mónica (2 épisodes)
- 2016 : La niña (série télévisée) : Barbara Miler
- 2016 : Vientos de la Habana
- 2016 : Four Seasons in Havana (mini-série) : Tamara (3 épisodes)
- 2017 : Tarde lo conocí (série télévisée) : Estrella
- 2018 : Não Se Aceitam Devoluções : Brenda
- 2018 : El General (série télévisée) : Rita Cienfuegos
- 2022 : Entrevías : Gladys[3]